# Hedyotis hermanniana
Hedyotis hermanniana är en måreväxtart som beskrevs av Rasa Moy Dutta. Hedyotis hermanniana ingår i släktet Hedyotis och familjen måreväxter. Inga underarter finns listade i Catalogue of Life.